# Liste der Zuflüsse der Murr
Liste der Zuflüsse der Murr
Das Einzugsgebiet der 52 km langen, insgesamt etwa westwärts fließenden Murr umfasst ungefähr 506 km², dessen östlicher Teil in den westlichen Schwäbisch-Fränkischen Waldberge liegt. Zwischen Sulzbach an der Murr und Backnang wechselt sie in das Neckarbecken, aber auch dort liegen die Oberläufe zumindest der längeren Zuflüsse weiterhin in den Waldbergen oder in den Berglen, dem westlichsten Teil des Naturraums Schurwald und Welzheimer Wald, da diese Berglandschaften sich wie Backen um den Backnanger Bucht genannten Hauptteil des Tieflandes im Westen legen.
Von den über 10 km langen Zuflüssen fließt allein die „Spiegelberger“ Lauter ganz in den Waldbergen und mündet von rechts kurz nach Sulzbach, während in der Folge die Weißach von links kurz vor Backnang, der Klöpferbach von rechts kurz nach der Stadt, der Wüstenbach ebenfalls von rechts an der Stadtgebietsgrenze, der Buchenbach von links nach Burgstetten und schließlich die Bottwar wiederum von rechts in Steinheim an der Murr alle schon im Bereich des Neckarbeckens zulaufen.
Längster Zufluss der Murr ist mit 24 km der Buchenbach, der zwischen Burgstetten und Kirchberg mündet und der Murr den Abfluss der Berglen zuführt. Gemessen am Einzugsgebiet ist die Bottwar bei Steinheim mit 80 km² der größte und mit einem Lauf von 18 km der zweitlängste Zufluss.
Von den Nebenbächen am oberen Lauf dürften der Trauzenbach und vor allem der Hörschbach, die beide im Stadtgebiet von Murrhardt münden, wegen ihren Naturschönheiten die bekanntesten sein.

## Tabelle der großen Zuflüsse
Tabelle der nach Länge oder Einzugsgebiet 20 größten direkten Zuflüsse. Zum Vergleich auch die entsprechenden Angaben zur Murr selbst. Nachweise für die Angaben findet man in den Einzelartikeln.
| Name                 | GKZ       | Seite  | Stat. km | Länge km | EZG km² | Mündung Ort                                           | m ü. NHN | Ursprung Ort                                                  | m ü. NHN | Bemerkung                                                               |
| -------------------- | --------- | ------ | -------- | -------- | ------- | ----------------------------------------------------- | -------- | ------------------------------------------------------------- | -------- | ----------------------------------------------------------------------- |
| Otterbach            | 23838-118 | rechts | 44,4     | 05,7     | 014,8   | ⊙ zwischen Murrhardt-Göckelhof und -Eisenschmiedmühle | 314      | ⊙ Behwald bei Kaisersbach-Weidenhof                           | 512      | hat an der Mündung etwas mehr an Einzugsgebiet als die Murr bis dorthin |
| Fornsbach            | 23838-120 | rechts | 43,6     | 08,3     | 017,4   | ⊙ bei Murrhardt-Eisenschmiedmühle                     | 307      | ⊙ bei Oberrot-Wolfenbrück                                     | 475      |                                                                         |
| Trauzenbach          | 23838-140 | rechts | 39,3     | 08,0     | 016,7   | ⊙ in Murrhardt                                        | 286      | ⊙ bei Großerlach-Grab                                         | 530      | Unterlaufname Dentelbach                                                |
| Hörschbach           | 23838-154 | links  | 37,9     | 05,5     | 008,8   | ⊙ in Murrhardt                                        | 282      | ⊙ bei Althütte-Sechselberg                                    | 483      | mit linkem Oberlauf Mähderbach                                          |
| Harbach              | 23838-156 | rechts | 37,1     | 06,4     | 006,8   | ⊙ bei Murrhardt-Harbach                               | 278      | ⊙ an der Hohen Brach bei Großerlach-Hohenbrach                | 540      |                                                                         |
| Eschelbach           | 23838-158 | links  | 35,9     | 04,0     | 004,8   | ⊙ in Sulzbach an der Murr-Schleißweiler               | 275      | ⊙ am Zollstock bei Sulzbach an der Murr-Eschelhof             | 530      |                                                                         |
| Haselbach            | 23838-160 | rechts | 34,9     | 06,7     | 008,7   | ⊙ nach Sulzbach an der Murr-Bartenbach                | 269      | ⊙ an Kuppe Altwald bei Großerlach-Erlach                      | 525      |                                                                         |
| Fischbach            | 23838-180 | rechts | 32,8     | 08,3     | 014,3   | ⊙ in Sulzbach an der Murr                             | 263      | ⊙ an Kuppe Greut östlich Spiegelberg-Vorderbüchelberg         | 540      | mit rechtem Oberlauf Schlatbach                                         |
| Spiegelberger Lauter | 23838-200 | rechts | 31,9     | 15,5     | 050,5   | ⊙ nach Sulzbach an der Murr                           | 261      | ⊙ am Horkenberg bei Löwenstein-Hirrweiler                     | 485      |                                                                         |
| Rohrbach             | 23838-340 | rechts | 29,1     | 04,2     | 004,6   | ⊙ in Oppenweiler                                      | 255      | ⊙ Gewann Katzenbach bei Oppenweiler-Rohrbach                  | 412      |                                                                         |
| Weißach              | 23838-400 | links  | 23,3     | 12,3     | 052,5   | ⊙ Gewerbepark vor Backnang                            | 244      | ⊙ am Hohenstein bei Althütte-Sechselberg                      | 525      |                                                                         |
| Eckertsbach          | 23838-520 | rechts | 22,0     | 06,2     | 006,3   | ⊙ in Backnang                                         | 242      | ⊙ Pfaffenklinge bei Backnang-Strümpfelbach                    | 350      |                                                                         |
| Krähenbach           | 23838-540 | rechts | 19,8     | 05,0     | 005,1   | ⊙ am Westrand von Backnang                            | 234      | ⊙ Erlenhau bei Aspach-Rietenau                                | 314      |                                                                         |
| Maubach              | 23838-552 | links  | 18,3     | 05,6     | 010,5   | ⊙ vor Backnang-Neuschöntal                            | 229      | ⊙ bei Backnang-Waldrems                                       | 305      |                                                                         |
| Klöpferbach          | 23838-560 | rechts | 17,4     | 10,3     | 017,0   | ⊙ nach Backnang-Neuschöntal                           | 226      | ⊙ Mönchsgarten nordnordöstlich von Aspach-Rietenau            | 457      | mit linkem Oberlauf Heiligentalbach                                     |
| Wüstenbach           | 23838-580 | rechts | 15,8     | 13,1     | 022,8   | ⊙ gegenüber Burgstetten-Erbstetten                    | 221      | ⊙ an der Amalienhöhe von Aspach-Kleinaspach                   | 470      | mit rechtem Oberlauf Rohrbach                                           |
| Buchenbach           | 23838-600 | links  | 12,7     | 24,0     | 061,8   | ⊙ nach Burgstetten-Burgstall an der Murr              | 212      | ⊙ bei Rudersberg-Königsbronnhof                               | 425      |                                                                         |
| Eichbach             | 23838-720 | rechts | 08,9     | 04,1     | 004,1   | ⊙ nach Kirchberg an der Murr                          | 204      | ⊙ am Bülzberg im Hardtwald                                    | 315      |                                                                         |
| Otterbach            | 23838-740 | rechts | 04,8     | 06,6     | 008,9   | ⊙ vor Steinheim an der Murr                           | 198      | ⊙ nahe einer Forsthütte im Ochsenhau                          | 354      | mit rechtem Oberlauf Rohrbach                                           |
| Bottwar              | 23838-800 | rechts | 03,0     | 18,3     | 079,5   | ⊙ in Steinheim an der Murr                            | 194      | ⊙ nahe Beilstein-Stocksberg (Exklave)                         | 480      | mit Oberlauf Auklingenbach                                              |
| Murr                 | 23838-000 | n. a.  | 0,0      | 51,8     | 506,3   | ⊙ unterhalb von Marbach am Neckar                     | 190      | ⊙ Südosthang des Hoblersbergs über Murrhardt-Vorderwestermurr | 500      | zum Murrursprung siehe → Oberste Quelle                                 |

## Liste der Zuflüsse
Liste der Zuflüsse und  Seen von der Quelle zur Mündung. Nachweise für die Zuflüsse mit Artikeln in diesen. Sonst Gewässerlänge, Seefläche,  Einzugsgebiet (im Falle nur ungefährer Angabe) und Höhe nach den entsprechenden Layern auf der Onlinekarte der LUBW. Andere Quellen für die Angaben sind vermerkt.

### Oberste Quelle
Die oberste Quelle der Murr selbst liegt am Südostabhang des bewaldeten Hoblersbergs hinab nach Murrhardt-Vorderwestermurr auf etwa 505 m ü. NHN. Einige andere Quellen im Flusssystem liegen deutlich höher, vgl. etwa unten den Fautsbach.
Der offiziell ausgewiesene Murrursprung bei Vorderwestermurr ist die auf etwa 456 m ü. NHN entspringende Quelle eines nur kurzen Zuflusses am Ortsrand.

### Quelle bis Fornsbach
- (Zulauf vom offiziellen Murrursprung), von links etwa 250 m südöstlich der zentralen Kreuzung in Vorderwestermurr auf 455,5 m ü. NHN, unter 0,2 km. Dieser Ast ist sehr viel kürzer als der Oberlauf vom Hoblersberg.
- Fautsbach, von rechts und Südwesten auf etwa 430 m ü. NHN an der Westermurrer Mühle (!) in  einem unter 0,1 ha großen Weiher, 2,4 km und 2,6 km². Fließt an Fautspach (!) vorbei, seine Quelle entspringt auf etwa 543 m ü. NHN am Nordostabhang des Hohensteins. Der Fautsbach ist länger als der Hoblersberg-Ast der Murr und trägt ihr auch mehr an  Teileinzugsgebiet bei als dieser. Der vereinte Bach fließt in der Richtung des Fautsbachs weiter nordnordöstlich.
- Taubenbach, von links und Westnordwesten auf etwa 382 m ü. NHN südöstlich von Murrhardt-Käsbach, 2,3 km und ca. 1,9 km². Entspringt auf etwa 504 m ü. NHN dicht an der Quelle der Hoblersberg-Murr.
- Sitterichbach, am Unterlauf manchmal auch Gießbach, von rechts und Südsüdwesten auf 379,5 m ü. NHN kurz nach dem vorigen, 2,8 km und 2,4 km². Entsteht bei Kaisersbach-Rotenmad auf etwa 537 m ü. NHN.
Kurz vor dem Zufluss des folgenden quert die Trasse des Obergermanisch-Raetischen Limes Tal, unteren Mündungssporn und Tal des Zuflusses.
- Köchersbächle, von links und Nordwesten auf etwa 359 m ü. NHN gegenüber dem Sauerhöfle in nunmehr offener Talflur, 1,7 km und ca. 1,0 km².Entsteht am Südhang des östlichen Rißbergs auf etwa 464 m ü. NHN.
- Klettenbach, von rechts und Südwesten auf etwa 351 m ü. NHN[LUBW 6] am Klettenhöfle, 2,1 km und 1,2 km². Entsteht auf etwa 490 m ü. NHN südöstlich von Schlosshof am Rand einer Flurbucht im Oberen Wald.
- Reisbach, von links und Nordwesten auf wenig unter 340 m ü. NHN in Murrhardt-Klingen, 1,0 km und ca. 0,6 km². Entsteht auf etwa 436 m ü. NHN am Beginn der Bewaldung in seiner Klinge im Gewann Rais (!) südwestlich von Murrhardt-Köchersberg.
- Otterbach, von rechts vor dem von der Murr umlaufenen Bergsporn Raitberg auf etwa 314 m ü. NHN, 5,7 km und 14,8 km². Quelle am Ostabhang im Behwald auf etwa 512 m ü. NHN. Fließt am Weiler Mettelbach vorbei. Hat kürzere Oberläufe, aber ein etwas größeres Einzugsgebiet als der Murr-Zweig.
- Fornsbach, von rechts zwischen Eisenschmiedmühle und Wahlenmühle auf etwa 307 m ü. NHN, 8,3 km und 17,4 km². Ursprung beim nördlichen Straßenknick im Weiler Wolfenbrück von Oberrot auf etwa 475 m ü. NHN.

### Fornsbach bis Lauter
- Neu Fornsbach, von rechts gegenüber der Wahlenmühle, 0,4 km und ca. 0,1 km².
- (Zufluss aus der Raitklinge), von links durch den Mühlkanal der Wahlenmühle, 1,0 km und ca. 0,2 km².
- Kölschklingenbach, von links vor Murrhardt-Hausen, 0,9 km und ca. 0,3 km².
- Grundbach, von links gegenüber Hausen, 0,7 km und ca. 0,4 km².
- Fehlbach, von rechts durch die Alm-Siedlung von Murrhardt, 1,9 km und ca. 1,5 km².
Zwischen dem vorigen Zufluss und dem nächsten quert die Trasse des Obergermanisch-Raetischen Limes Tal und Flusslauf.
- (Zufluss aus der Hozenklinge), von links an der beginnenden Wohnbebauung Murrhardts, 1,1 km und ca. 0,6 km².
- Großkehbach oder Kehbach, von links vor der Murrbrücke der L 1066 in Murrhardt, 3,2 km und ca. 2,8 km².
- Trauzenbach, zuletzt am Unterlauf Dentelbach, von rechts zwischen Murrhardter Altstadt und Bahnhof, 8,0 km und 16,7 km².
- (Zufluss vom Waltersberg), von links unterm Großgartenweg im Murrhardter Westen, 0,8 km und 0,2 km².
- Hörschbach, von links nahe der Adalbert-Stifter-Straße von Murrhardt, 5,5 km (mit linkem Oberlauf Mähderbach) und 8,8 km².
- (Hangzufluss aus Richtung des Hasenhofs), von links an der Murrhardter Kläranlage, 0,5 km und ca. 0,2 km².
- Harbach, von rechts an der Kläranlage, 6,4 km und 6,8 km².
- (Hangzufluss aus dem Hölzle), von links, erster Zufluss nun auf der Gemarkung von Sulzbach an der Murr, 0,6 km und unter 0,1 km².
- Seebächle, von rechts und Nordosten gegenüber Sulzbach-Schleißweiler, 0,7 km und ca. 0,3 km².
- Eschelbach, von links in Schleißweiler, 4,0 km und 4,8 km².
- Haselbach, von rechts durch Bartenbach, 6,7 km und 8,7 km².
- (Hangzufluss), von links, 0,6 km und ca. 0,1 km².
- (Hangzufluss), von links, 0,4 km und ca. 0,1 km².
- (Hangzufluss), von links gegenüber dem oberen Ortsrand von Sulzbach, 0,7 km und ca. 0,2 km².
- Gronbach, von rechts an der Sulzbacher Gronbachmühle, 1,3 km und ca. 1,0 km².
- Fischbach, von rechts in Sulzbach beim Häfnergarten, 8,3 km (mit rechtem Oberlauf Schlatbach) und 14,3 km².
- Seebach, von links gegenüber der Gartenstraße, 1,4 km mit rechtem Oberlauf Scheiterklingenbach und ca. 0,7 km².
- Reizenbach, von links neben der Uferstraße, 1,1 km und ca. 0,6 km².
- „Spiegelberger“ Lauter, von rechts wenig westlich von Sulzbach auf 260,5 m ü. NHN, 15,6 km und 50,7 km².
  → Liste der Zuflüsse der Spiegelberger Lauter

### Lauter bis Backnanger Bucht
- (Hangzufluss durch die Aue), von rechts in den Bauernwiesen gegenüber der Sulzbacher Kläranlage, 0,6 km und ca. 0,2 km².
- (Zufluss aus dem Waldgewann Metzelhäule), von links etwas nach der Kläranlage und vor dem Weiler Ellenweiler von Oppenweiler, 1,4 km mit dem längeren rechten Oberlaufast und ca. 0,6 km².
- Rossstallbach oder Roßstallbach, von rechts bei Ellenweiler, zuletzt in einem Auengraben, der vom vorvorigen abzweigt, 1,3 km und ca. 1,0 km².
- (Zufluss aus dem Waldgewann Kräuter), von links im Auengewann Brühl, 1,0 km und ca. 0,2 km².
- → (Abgang des Mühlkanals zur Oppenweiler Rüflensmühle), nach rechts.
- (Auengraben), von links nach der Rüflensmühle, 0,4 km und ca. 0,2 km².
- Reichenbach, von links durch Oppenweiler-Reichenbach gegenüber der Rüflensmühle, 2,0 km (mit linkem oder mit namenlosem rechtem Oberlauf) und ca. 1,5 km².
- ← (Rücklauf des Mühlkanals der Rüflensmühle), von rechts gleich nach dem vorigen, 0,3 km und ca. 0,1 km².
- Tierbach, von rechts an der Oppenweiler Siedlungsgrenze im Tal, 3,0 km und 1,7 km².
- Rohrbach, von rechts in Oppenweiler am Wasserschloss, 4,2 km und 4,6 km². Das Schloss liegt inmitten eines von einem Bachabzweig gespeisten  Sees von 0,5 ha Fläche.
- Froschbach, von rechts am südlichen Siedlungsrand von Oppenweiler, 1,6 km und ca. 0,6 km².
- Eichelbach, von links nach Durchqueren von Aichelbach (!), 3,9 km und 2,3 km².
- Dinkelbach, von rechts nach dem Weiler Zell von Oppenweiler, 0,9 km und ca. 0,4 km².
- Büffenbach, von links und Ostnordosten, 1,4 km und ca. 0,6 km².
- Frauenklingenbach, von links kurz vor dem Oppenweiler Schützenhaus gegenüber, 2,6 km und 1,8 km².
- Kreuzhaubach, von rechts kurz nach dem Oppenweiler Schützenhaus, 1,2 km und ca. 0,6 km².
- Schreppenbach, von links auf 247 m ü. NHN[LUBW 6], 2,4 km und ca. 1,1 km². Erster Zufluss auf dem Backnanger Stadtgebiet.

### Backnanger Bucht bis Buchenbach
- Bodenbach, von links an der Murrbrücke der K 1897 von dessen Ortsteil Steinbach nach Backnang, 1,8 km mit linkem Oberlauf Breitwiesenbach und ca. 2,2 km².
- (Zufluss aus dem Wald Seelach), von rechts, 0,8 km und ca. 0,2 km².
- Weißach, von links am Backnanger Industriegebiet um die Eugen-Adolff-Straße, 12,3 km (mit Oberlauf Glaitenbach) und 52,5 km².
- Eckertsbach, von rechts verdolt unter der Sulzbacher Straße, 6,2 km und 6,3 km².
- →← (Abgang und Rücklauf eines Mühlkanals), nach und von rechts bis zum Kreisel an der Aspacher Straße, 0,5 km und ca. 0,4 km².
- →← (Mühlkanal der Unteren Spinnerei), nach und von rechts nahe der Fabrikstraße, 0,2 km und unter 0,1 km².
- Krähenbach, von rechts und Norden unterm Murrtalviadukt der Bundesstraße 14, 5,0 km und 5,1 km².
- Maubach, von links auf 229,3 m ü. NHN etwas vor Backnang-Neuschöntal an der Markungsgrenze zu Burgstetten, 5,6 km und 10,5 km².
- Klöpferbach, von rechts auf 226,1 m ü. NHN nach der Backnanger Kläranlage, 10,3 km (mit linkem Oberlauf Heiligentalbach) und 17,0 km².
- Wüstenbach, von rechts auf etwa 221 m ü. NHN vor Burgstetten-Burgstall, 13,0 km und 22,8 km².
- Söllbach, von links vor Burgstall, 3,9 km und ca. 4,1 km².
- →← (Mühlkanal von Burgstall), nach und von links, 0,6 km und ca. 0,3 km². Abgang auf etwa 219 m ü. NHN, Rücklauf auf 216 m ü. NHN.[LUBW 6]
- Buchenbach, von links auf 212 m ü. NHN[LUBW 6] nach der Burgstettener Kläranlage, 24 km und 61,9 km².

### Buchenbach bis Mündung
- →← (Abgang und Rücklauf des Mühlkanals nach der Murrbrücke bei Kirchberg an der Murr), nach und von rechts, 0,2 km und unter 0,1 km². Abgang auf etwa 207 m ü. NHN.
- Eichbach, von rechts im Brühl auf etwa 204 m ü. NHN, 4,1 km und 4,1 km².
- Weidenbach, von rechts unter der Deponie auf dem Rielingshausener Steinberg, 2,2 km und ca. 1,7 km².
- Seewiesenbach, von links vor der Erdmannhausener Bugmühle, 0,8 km und ca. 0,7 km².
- Sulzbach, von rechts gegenüber dem Buchhof von Steinheim an der Murr, 2,7 km und ca. 1,8 km².
- Otterbach, von rechts, 6,6 km (mit rechtem Oberlauf Rohrbach) und 9,0 km².
- Dienstbach, von rechts am Ortsrand von Steinheim, ca. 1,1 km[LUBW 7] und ca. 0,3 km².
- Bottwar, von rechts in Steinheim, 18,3 km (mit Oberlauf Auklingenbach) und 79,6 km².

### Mündung
Mündung der Murr auf 190,2 m ü. NHN von rechts und zuletzt Norden in den Neckar etwas flussabwärts von Marbach am Neckar. Die Murr ist 51,8 km lang und hat ein Einzugsgebiet von 506,8 km².

### LUBW
Amtliche Online-Gewässerkarte mit passendem Ausschnitt und den hier benutzten Layern: Lauf und Einzugsgebiet der Murr

Allgemeiner Einstieg ohne Voreinstellungen und Layer: Daten- und Kartendienst der Landesanstalt für Umwelt Baden-Württemberg (LUBW) (Hinweise)
1. ↑  Länge nach dem Layer Gewässernetz (AWGN).
2. ↑  Seefläche nach dem Layer Stehende Gewässer.
3. ↑  Einzugsgebiet nach dem Layer Basiseinzugsgebiet (AWGN).
4. ↑  Einzugsgebiet abgemessen auf dem Hintergrundlayer Topographische Karte.
5. ↑  Höhe nach dem Höhenlinienbild auf dem Hintergrundlayer Topographische Karte.
6. 1 2 3 4  Höhe nach grauer Beschriftung auf dem Hintergrundlayer Topographische Karte.
7. ↑  Länge abgemessen auf dem Hintergrundlayer Topographische Karte.

### Andere Belege
1. ↑  Josef Schmithüsen: Geographische Landesaufnahme: Die naturräumlichen Einheiten auf Blatt 161 Karlsruhe. Bundesanstalt für Landeskunde, Bad Godesberg 1952. → Online-Karte (PDF; 5,1 MB)
2. ↑  Wolf-Dieter Sick: Geographische Landesaufnahme: Die naturräumlichen Einheiten auf Blatt 162 Rothenburg o. d. Tauber. Bundesanstalt für Landeskunde, Bad Godesberg 1962. → Online-Karte (PDF; 4,7 MB)
3. ↑  Friedrich Huttenlocher, Hansjörg Dongus: Geographische Landesaufnahme: Die naturräumlichen Einheiten auf Blatt 170 Stuttgart. Bundesanstalt für Landeskunde, Bad Godesberg 1949, überarbeitet 1967. → Online-Karte (PDF; 4,0 MB)
4. ↑  Hansjörg Dongus: Geographische Landesaufnahme: Die naturräumlichen Einheiten auf Blatt 171 Göppingen. Bundesanstalt für Landeskunde, Bad Godesberg 1961. → Online-Karte (PDF; 4,3 MB)